# Dębina (Zakrzew)
Pour les articles homonymes, voir Dębina.
Dębina (prononciation : [dɛmˈbina]) est un village polonais de la gmina de Zakrzew dans le powiat de Lublin de la voïvodie de Lublin dans l'est de la Pologne.
Il se situe à environ 10 kilomètres au nord-ouest de Zakrzew (siège de la gmina) et 36 kilomètres au sud de Lublin (siège du powiat et capitale de la voïvodie).
Le village compte approximativement une population de 380 habitants.

## Histoire
De 1975 à 1998, le village est attaché administrativement à l'ancienne Voïvodie de Zamość.

Depuis 1999, il fait partie de la nouvelle voïvodie de Lublin.